# Ciherang (Dramaga)
Ciherang is een bestuurslaag in het regentschap Bogor van de provincie West-Java, Indonesië. Ciherang telt 13.772 inwoners (volkstelling 2010).